# Динадан
Динадан е рицар от Двора на крал Артур, в свитата на кралица Гуиневир. Известен е с шеговитите си стихове, които създава по адрес на останалите рицари, както и с това, че поначало избягва битките и турнирите. По-главна роля има в произведението на Томас Малъри Смъртта на Артур. В образа на Динадан се наблюдават отгласи от по-старите келтски легенди, вероятно е модофициран образ на бард.